# Gare de Trouville - Deauville
La gare de Trouville - Deauville est une gare ferroviaire française de la ligne de Lisieux à Trouville - Deauville, située à proximité du centre-ville de Deauville, près de Trouville-sur-Mer, dans le département du Calvados, en région Normandie.
C'est une gare de la Société nationale des chemins de fer français (SNCF), desservie par des trains TER Normandie.

## Situation ferroviaire
Établie à 6 mètres d'altitude, la gare de Trouville - Deauville est située au point kilométrique (PK) 219,243 de la ligne de Lisieux à Trouville - Deauville dont elle est le terminus après la gare ouverte de Pont-l'Évêque, s'intercalent les gares fermées de Canapville-Saint-Martin et Touques-Saint-Arnoult.
Elle est également le terminus, au PK 50,030 de la ligne de Mézidon à Trouville - Deauville (partiellement déclassée) après la gare de Blonville-sur-Mer - Benerville.

## Histoire

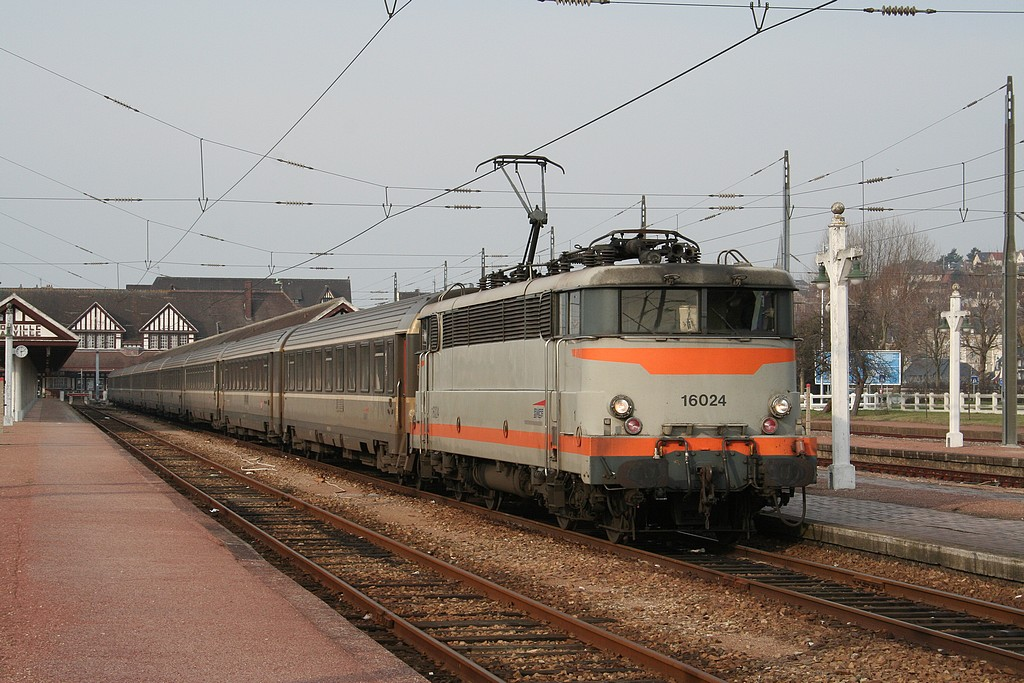
Quais de la gare avec un train en partance pour Paris (2006).

Afin de développer la nouvelle station balnéaire de Deauville, le duc de Morny obtint en 1860 le prolongement de la ligne Paris-Saint-Lazare - Lisieux - Pont-l'Évêque. La première gare fut inaugurée le 1er juillet 1863.
En 1913, on dresse un avant-projet visant à reconstruire la gare dans le style régional normand. Mais la Première Guerre mondiale empêche la réalisation du projet. En 1929, un quai de débarquement est établi pour le transport des chevaux de course.
Les plans sont validés en janvier 1930 et les travaux débutent en novembre de la même année. Le bâtiment voyageurs d'origine est détruit et les nouveaux bâtiments conçus par Jean Philippot, auteur de la gare de Vanves - Malakoff, sont bâtis en retrait par rapport à la grande route afin de dégager une place aménagée par permettant aux voitures de stationner et de manœuvrer. La nouvelle gare est inaugurée, le 26 juillet 1931, par Raoul Dautry alors directeur général de l'Administration des chemins de fer de l'État, aux côtés de Jacques Helbronner.
En 1932, l'architecte Léopold Mias aménage la place Louis-Armand.

## Architecture

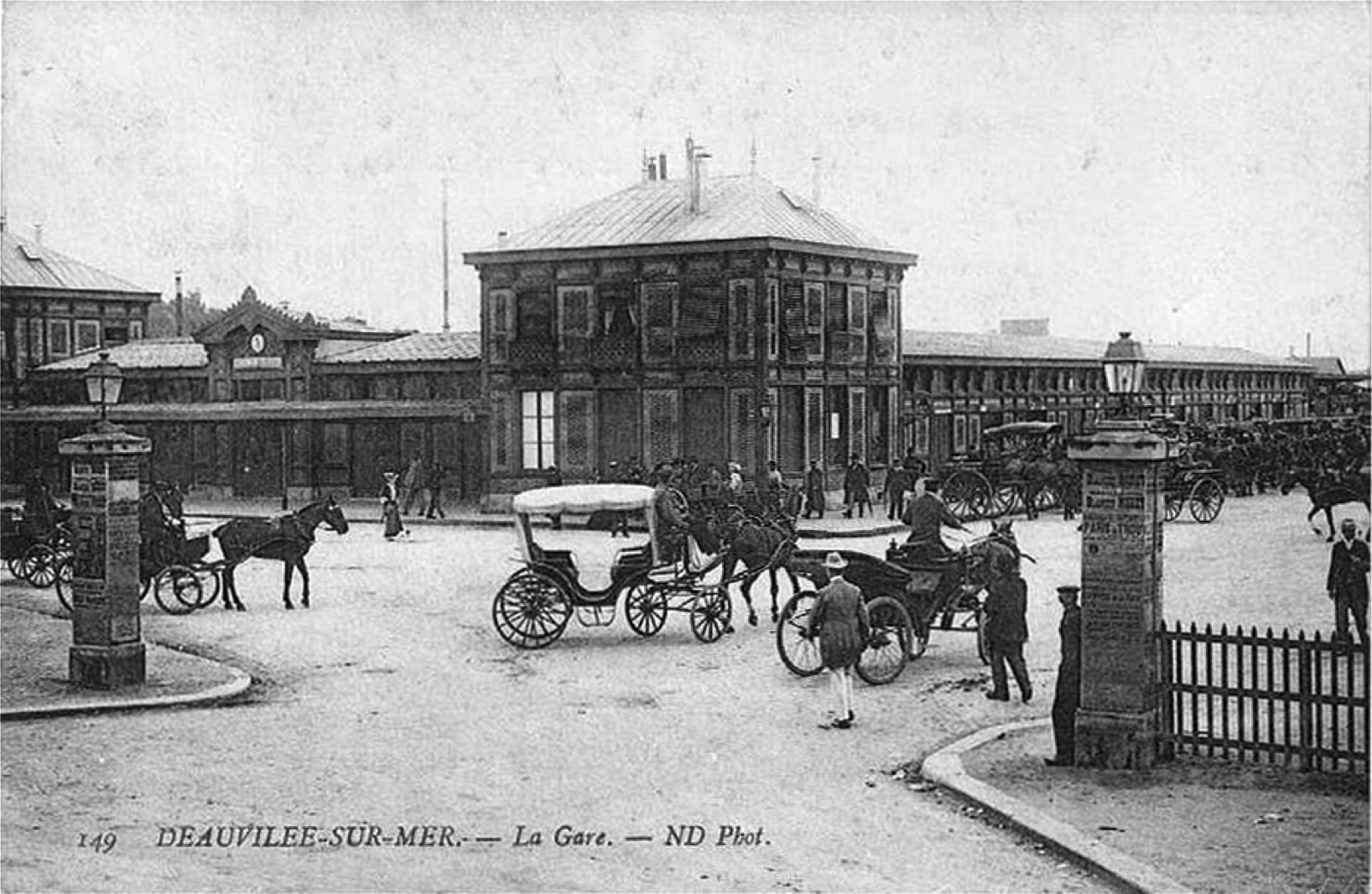
Le premier bâtiment voyageurs de la gare, détruit en 1930.

Adoptant un plan en U, le bâtiment principal, avec hall et locaux administratifs, et deux annexes pour les services de messagerie et bureaux de la compagnie de chemin de fer, s'ordonnent autour d'une cour des voyageurs. Les bâtiments sont en béton armé, avec un parement de briques dans les parties basses et de mortier peint imitant des pans de bois. Le toit à forte pente est porté par des fermes cintrées en béton armé.
Dans le hall des voyageurs, au volume demi-cylindrique, deux peintures marouflées de Louis Houpin datées de 1932 représentent un plan de Trouville et Deauville et une carte de Normandie.
Trois quais de 300 m, pavés de grès jaune et rouge de Beugin et dotés d'abris pour les voyageurs en béton armé couverts de tuiles plates, desservent six voies principales, complétées par cinq voies annexes dédiées au nettoyages des rames.
Elle est parfois comparée à la gare de Pointe-Noire en République du Congo, construite dans un style néo-normand, la même année, par le même architecte ou à la gare de Dalat au Viêt Nam.
La gare fait l’objet d’une inscription au titre des monuments historiques depuis le 5 juillet 2010. Les éléments concernés par la protection sont : les façades et toitures de l'ensemble du bâtiment ; le grand hall des voyageurs ; les quais avec les abris, les lampadaires et luminaires.

## Fréquentation
De 2015 à 2023, selon les estimations de la SNCF, la fréquentation annuelle de la gare s'élève aux nombres indiqués dans le tableau ci-dessous.
| Année                      | 2015    | 2016    | 2017    | 2018    | 2019      | 2020    | 2021    | 2022      | 2023      |
| -------------------------- | ------- | ------- | ------- | ------- | --------- | ------- | ------- | --------- | --------- |
| Voyageurs                  | 762 553 | 734 865 | 775 823 | 666 054 | 819 956   | 493 350 | 650 092 | 879 946   | 867 558   |
| Voyageurs et non voyageurs | 953 191 | 918 581 | 969 779 | 832 567 | 1 024 945 | 616 688 | 812 615 | 1 099 932 | 1 084 447 |

## Service des voyageurs

### Accueil

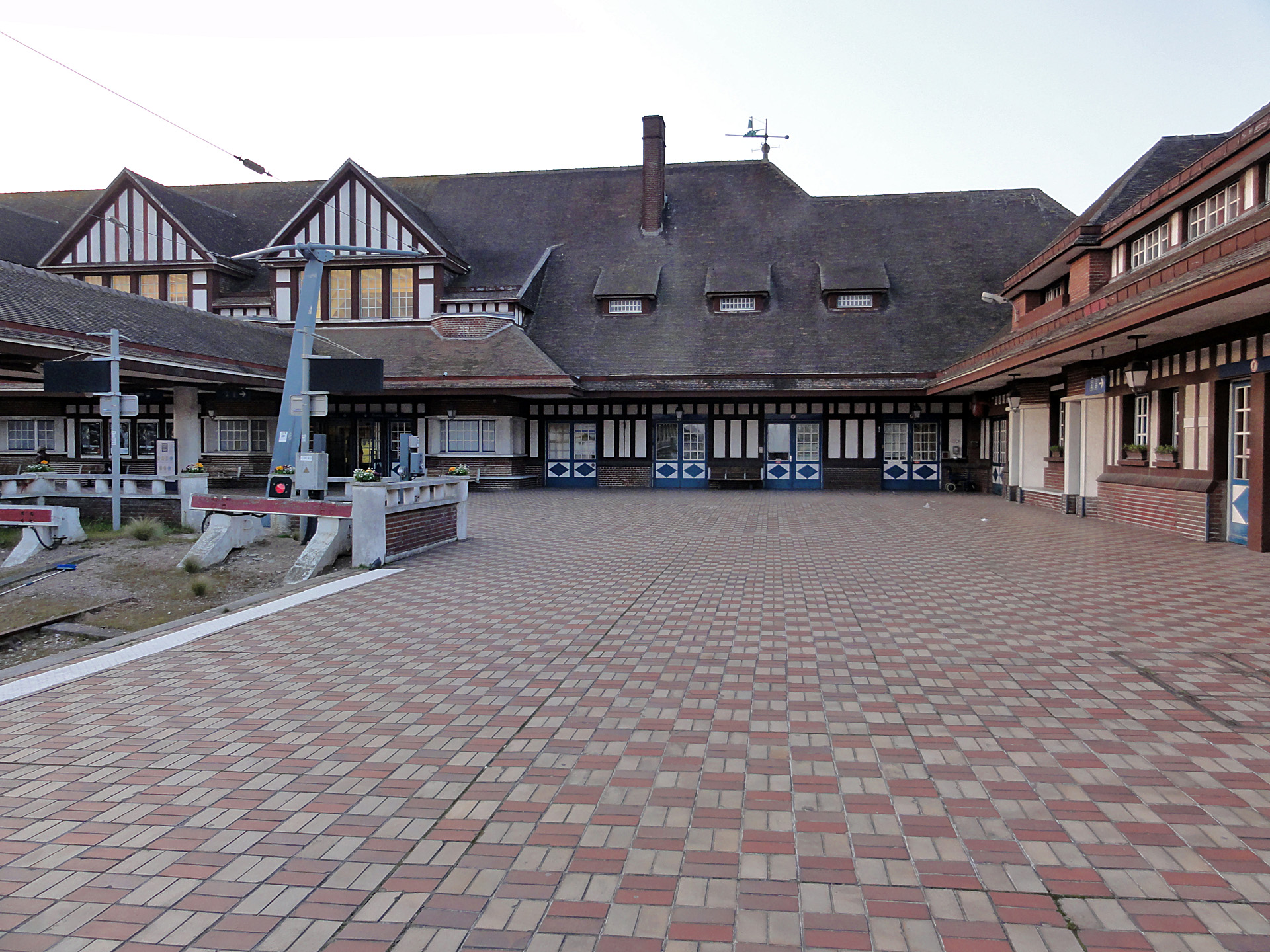
Le bâtiment voyageurs, vu des quais.

Gare SNCF, elle dispose d'un bâtiment voyageurs, avec guichet, ouvert tous les jours et des automates pour l'achat de titres de transport. Différents services sont proposés, notamment : un accueil des personnes handicapées, une borne Wi-Fi, un relais toilettes coin nurserie, des cabines téléphoniques, une cabine pour photos d'identité. Une boutique de presse et tabac est installée dans le hall.

### Desserte
Trouville - Deauville est desservie par des trains TER Normandie, qui effectuent des missions entre Paris-Saint-Lazare et Deauville, et entre Deauville et les gares de Lisieux ou de Dives - Cabourg.

### Intermodalité
Un parc à vélos et un parking sont aménagés. Un arrêt est desservi par le réseau interurbain Nomad. Une station de taxis est installée devant la gare, tandis qu'un loueur de véhicules est présent dans le hall.

## Au cinéma
La gare est visible dans plusieurs films :
- Nous irons à Deauville (1962) de Francis Rigaud, lors de la scène introductive, avec Louis de Funès et Michel Serrault[12] ;
- Un homme et une femme (1966) de Claude Lelouch, avec Anne Gauthier (Anouk Aimée) et Jean-Louis Duroc (Jean-Louis Trintignant)[13] ;
- Légitime Violence (1982) de Serge Leroy, où le hall accueille la scène la plus connue, à savoir une fusillade dont l'un des auteurs est Jockey (Christophe Lambert)[12].